# Purpurkopf
Le Purpurkopf est un petit sommet de 570 m du massif des Vosges situé dans la vallée de la Magel sur la commune de Rosheim, et sur lequel se trouvent une carrière de meules et un site fortifié dont la datation oscille entre la fin de la période de La Tène et le haut Moyen Âge.

## Toponymie
La première mention écrite de la montagne, datant du début du XIIIe siècle, le nomme Burcberck, « la montagne du château ». Le nom se transforme ensuite en Burgbergkopf d’abord, puis est connu sous le nom de Burberkopf au XIXe siècle, avant de glisser finalement vers Purpurkopf.

## Le site fortifié
Le site fortifié est situé au sommet de la montagne et est constitué de deux enceintes ovales orientées nord-sud, ainsi que d’un bâtiment rectangulaire se trouvant au centre de l’espace intérieur. L’ensemble des constructions est totalement ruiné, et les murs sont rarement conservés sur plus d’un mètre de haut. L’accès au site se fait par le sud-ouest, où la pente est la plus douce, tandis qu’elle est fortement escarpée côté est, plongeant vers le ruisseau du Purpurthal, environ 150 m plus bas. À l’extérieur des enceintes, côté ouest, se trouve un puits, dont la profondeur n’est pas connue.
L’enceinte extérieure est très dégradée et son tracé n’est plus visible en surface par endroit, mais il semble qu’elle n’était présente que du côté ouest, le plus exposé à une attaque, et rejoignait l’enceinte intérieure des côtés nord et sud. Celle-ci, constituée de blocs de grès bruts, parfois de plusieurs mètres et posés à sec, délimite un espace d’environ un hectare dont l’entrée se fait par une porte en tenailles. Au centre de l’espace intérieur se trouve une butte constituée d’éboulis au sommet desquels se trouvent les traces d’un bâtiment rectangulaire de 18,50 m par 11 m. Celui-ci est construit en petit appareil, avec un effort pour réaliser des assises relativement droites en compensant les différences de hauteur entre les blocs par des pierres de calage. Il s’agit probablement des vestiges d’une tour dont la partie basse maçonnée servait de soubassement à une structure en bois.
La datation du site n’est pas clairement établie : la méthode de construction des enceintes extérieures et la porte en tenaille évoquent les fortifications de l’époque gauloise, mais des dispositifs de ce type étaient encore parfois utilisés au Xe siècle. Par ailleurs, différentes meules ont été retrouvées sur le site et ont été datées de l’époque de La Tène, mais elles pourraient être des réemplois, étant donné que certains fragments ont été retrouvés intégrés à l’enceinte. Si la date de construction de l’enceinte n’a pas encore pu être précisément établie, les fouilles menées par Florent Minot et Tristan Martine (2021-2023) ont montré que la tour rectangulaire au sommet avait été fondée à la fin du IXe siècle-début du Xe siècle. Les fouilles ont également montré que ce bâtiment sommital avait été détruit au début du XIe siècle, ce qui confirmerait l'hypothèse, avancée notamment par Jean-Michel Rudrauf, selon laquelle le château aurait été détruit en 1027, pendant la guerre entre l’empereur Conrad II et Ernest II de Souabe.